# Diritto brasiliano

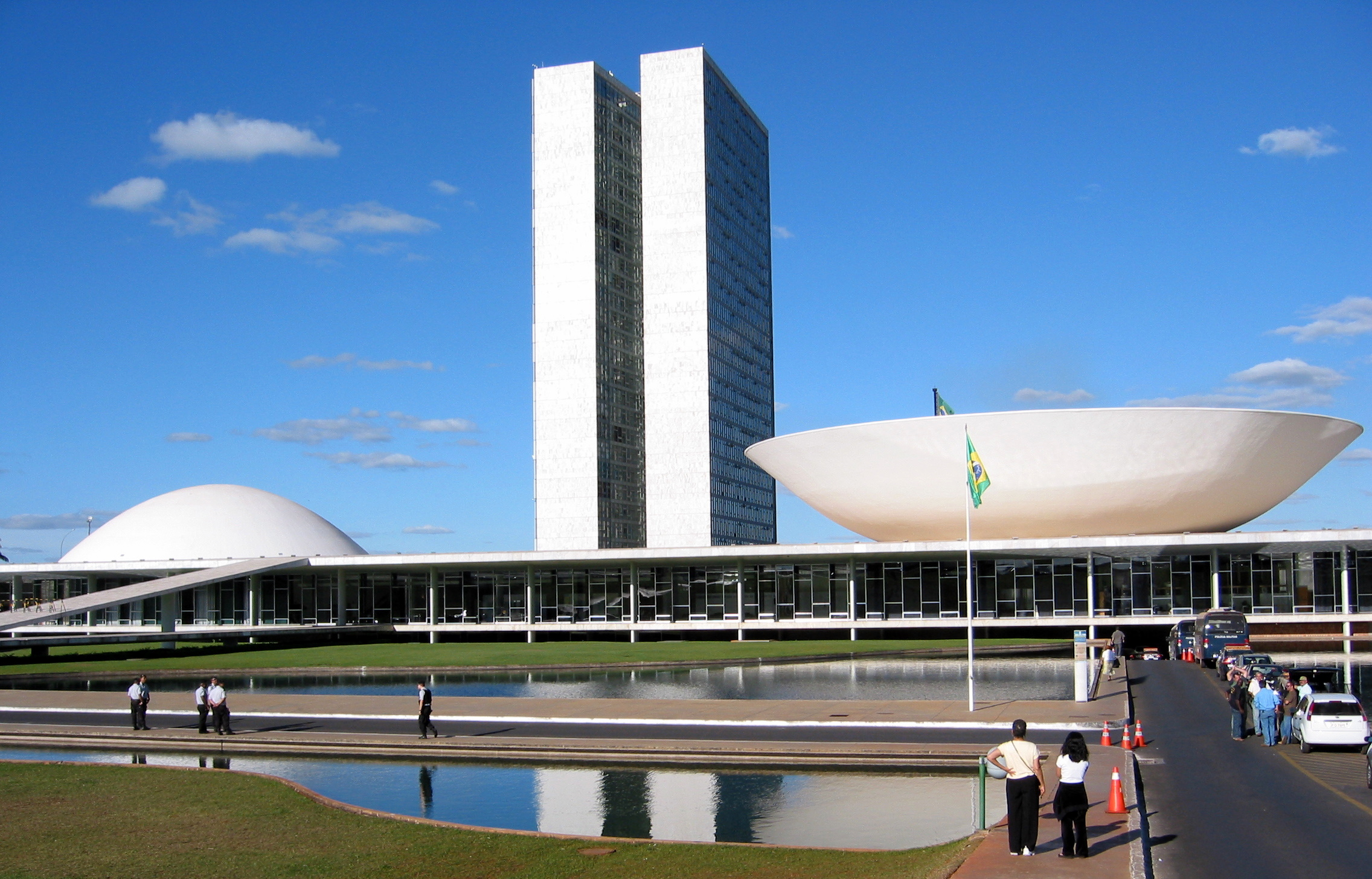
Il Congresso nazionale del Brasile è l'organo che elabora le leggi nel Paese.

Il diritto brasiliano si basa su norme, e in parte, più recentemente, su un meccanismo denominato sommari vincolanti. Deriva principalmente dai sistemi di diritto civile dei Paesi europei, specie da quello del Portogallo, dal Codice napoleonico e dal diritto germanico.
Esistono molte norme codificate in vigore in Brasile. L'attuale Costituzione Federale, promulgata il 5 ottobre 1988, è la legge suprema del Paese. Questa Costituzione fu emendata varie volte. Altri importanti documenti legislativi federali del Paese sono il Codice civile, il Codice penale, il Codice commerciale, il Código Tributário Nacional, la Consolidação das Leis do Trabalho, il Codice di difesa del consumatore, il Codice di procedura civile e il Codice di procedura penale.
La Costituzione organizza il Paese come una Repubblica federale formata dall'unione indissolubile delle unità federali e dei municipi, e del Distretto federale. In conformità ai principi stabiliti nella Costituzione Federale, i 26 Stati federati del Brasile hanno il potere di adottare proprie Costituzioni e leggi. Anche i municipi godono di autonomia, benché più limitata, dato che la loro legislazione deve seguire i dettami della Costituzione dello Stato cui appartengono, e, di conseguenza, della Costituzione Federale. Il Distretto Federale, invece, riunisce le funzioni degli Stati federati e dei municipi, e la sua norma equiparata a costituzione, denominata "Legge Organica", deve a sua volta rispettare i termini della Costituzione Federale.

## Storia
La storia del diritto portoghese, fino ai due primi decenni del XIX secolo, si confonde con la storia del diritto portoghese. Dopo l'Indipendenza del Brasile, nel 1822, si comincia a trattare del diritto brasiliano propriamente detto.

### Dottrina giuridica portoghese
La fonte principale del diritto portoghese era il diritto canonico.

### Diritto del Brasile coloniale
(Boris Fausto)
Il Brasile fu scoperto nell'anno 1500, ma il suo sfruttamento iniziò nel 1532. Il periodo dal 1500 al 1532 fu denominato pre-coloniale, ossia anteriore alla colonizzazione ed allo sfruttamento da parte del Portogallo. Per razionalizzare lo sfruttamento della colonia, il Portogallo applicò diverse normative al Brasile, con l'intenzione di meglio amministrare la colonia e principalmente per strutturarne lo sfruttamento. Il diritto in Brasile, in questa epoca, veniva imposto dalla madrepatria portoghese per tutelare i diritti di alcuni, e la colonia era vista solo come un territorio da sfruttare, e non come una nazione. E il diritto del Brasile soffriva la stessa sorte di questa cultura. Le principali caratteristiche del diritto coloniale erano le leggi di carattere generale e i foral, che accentravano il potere nelle mani del Portogallo e dei suoi dirigenti in Brasile.
Nel 1549 fu istituito il governo generale, con l'intenzione di centralizzare politicamente e amministrativamente il Brasile. Il primo governatore fu Tomé de Sousa, che era finanziato direttamente dal tesoro reale. Fu istituita anche la carica di ouvidor-mor, che occupava il primo posto della gerarchia giudiziaria, poiché i donatário (ossia i titolari di una capitaneria ereditaria) dovevano presentare appelli ed istanze interlocutorie all'ouvidor-mor. Di fatto, vi era una duplicazione della struttura giudiziaria, poiché sopravvivevano poteri e competenze di capitanerie e consigli municipali a fianco di questa nuova giustizia, esercitata dall'ouvidor-mor. Il controllo effettivo del governatore generale non fu applicato immediatamente, ma trascorsero decenni per la sua piena realizzazione.
La giustizia strutturata senza partecipazione popolare ha una spiegazione storica. A partire dalle capitanerie ereditarie e dal loro fallimento, vediamo la madrepatria portoghese imporre le sue regole su ciò che è giusto e ciò che non dev'essere fatto, in una prolungata lotta di classe che disprezza il popolo, ponendo fuori legge le usanze dei nativi e costringendoli ad adottare costumi che non appartenevano alla loro cultura. E per garantire che fossero osservate le regole portoghesi, furono schierati un apparato repressivo ed uno giudiziario con un solo scopo: il controllo sociale.
Le idee illuministe furono la causa principale dello sviluppo nell'Europa capitalista. Fu attraverso queste idee di "illuminazione", di ragione, che la popolazione arrivò ad avere una qualche forza e, al contempo, si ritrovò assai più controllata dallo Stato, che in quel momento era più grande e più forte. Ciò avvenne anche a causa delle idee propugnate dalla borghesia, che avviò il processo di potenziamento dello Stato.
I pensatori illuministi innescarono reazioni in gran parte del mondo, perché in molti Paesi stavano per avvenire sviluppi. Contestualizzando i cambiamenti nel mondo e portandoli allo sviluppo del diritto in Brasile, possiamo vedere che le idee degli illuministi causarono anche alcune rivoluzioni, come quella di Minas Gerais e quella di Bahia, che avevano, tra le loro cause, i principi propugnati dagli illuministi. Le idee illuministe arrivarono in Brasile nel XVIII secolo, grazie ai molti figli di benestanti brasiliani del tempo, che avevano frequentato università europee. 
Rientrate in patria dai Paesi in cui avevano studiato, queste persone cominciarono a diffondere gli ideali illuministici, soprattutto nei centri urbani. Si può rilevare una notevole influenza dell'illuminismo francese nel manifestarsi della Inconfidência Mineira. Molti insorti conoscevano le proposte illuministe e le assunsero a fondamento del tentativo di indipendenza del Brasile.

#### Il diritto penale vigente nel Brasile coloniale
- Non vi era presunzione d'innocenza. Era ispirato al processo inquisitorio e le pene erano abnormi.
- La coercizione fisica (tortura) era un mezzo lecito e valido per ottenere la prova.
- La confessione era un mezzo di prova sufficiente a giustificare la condanna.
- Non vigeva il principio del contraddittorio.
- Era prevista la pena di morte, ad esempio per impiccagione.

#### Cartas Forais
Un documento giuridico che regolava la relazione economica tra la Corona e i donatário (ossia i titolari di una capitaneria ereditaria). La Carta de Foral era un documento reale usato dal Portogallo quando era regime coloniale per istituire un organo decentrato e disciplinarne amministrazione, limiti e prerogative. Il Foral era un Consiglio libero del Portogallo, che trasferiva il potere del governo a un Consiglio che aveva una certa autonomia per risolvere e giudicare alcune controversie. I foral furono aboliti solo nel 1832, dieci anni dopo che era stata raggiunta l'indipendenza del Brasile.

#### Il Tribunal da Relação di Bahia
Il Tribunal da relação di Bahia (TRBA), creato nel 1587, fu un'iniziativa del re Filippo II di Spagna e Portogallo, Paesi che al tempo formavano l'Unione iberica. L'interesse del re si orientava a diminuire il potere degli ouvidor-mor. Fu uno dei primi organi giurisdizionali in Brasile e in tutta l'America. Tuttavia, benché nominalmente istituito nel 1587, si insediò effettivamente solo nel 1609. Venne soppresso nel 1626. Secondo alcuni autori, fu reinstaurato nel 1652, secondo altri nel 1654. Oltre alle interazioni di potere con gli ouvidor, l'istituzione del Tribunal de Relação nella Bahia si verificò anche per fattori di carattere economico, poiché il Brasile era la colonia portoghese più importante e la città di Salvador ospitava il porto più significativo del mondo a sud dell'equatore.

### Ruy Barbosa e la Costituzione del 1891
La Costituzione brasiliana del 1891 è anche conosciuta come "Costituzione di Ruy Barbosa" poiché il giurista di Bahia, ammiratore della Costituzione degli Stati Uniti d'America, fu autore di gran parte di quella Carta brasiliana. L'influenza culturale degli Stati Uniti nella Costituzione del 1891 era tale, che in essa il Paese veniva chiamato "Stati Uniti del Brasile".

## Divisione dei poteri
I poteri dell'Unione, in conformità alla Costituzione, sono Esecutivo, Legislativo, e Giudiziario, e sono in reciproca armoniosa indipendenza. Il capo dell'Esecutivo è il Presidente, che è al contempo capo dello Stato e capo del governo; è eletto direttamente dai cittadini. I poteri del Giudiziario sono appannaggio di Tribunale supremo federale, Superior Tribunal de Justiça, Tribunais Regionais Federais e Giudici Federali. Esistono pure tribunali specializzati nel trattare controversie elettorali, giuslavoristiche e militari.
Il Giudiziario è organizzato in poteri federali e statuali. I Comuni non hanno sistemi propri di giustizia, sicché devono ricorrere ai sistemi federali o statuali, conforme alla natura del caso. Il sistema giudiziale è composto di vari tribunali. Al vertice si trova il Tribunale supremo federale, che è pure il custode della Costituzione. Tra le altre sue attribuzioni, ha la competenza esclusiva di: (i) dichiarare incostituzionali le leggi federali o statuali; (ii) emettere istanze di estradizione da Paesi stranieri; e (iii) decidere su cause su cui si è pronunciato un tribunale in unica istanza, se la decisione impugnata possa violare la Costituzione. 
Poteri federali
Il Superior Tribunal de Justiça ha il compito di difendere la legislazione e i trattati federali. I cinque Tribunais Regionais Federais hanno competenza costituzionale per decidere sui processi di appello contro le decisioni dei giudici federali, essendo altresì competente per i processi di interesse nazionale e per i delitti previsti dai trattati internazionali, più altre attribuzioni. La competenza dei Giudici Federali include: la competenza sulla maggior parte delle liti in cui una delle parti sia l'Unione (Governo Federale); decidere sulle azioni giudiziali tra uno Stato straniero o un organismo internazionale e un Comune o una persona residente in Brasile; e giudicare i casi fondati su trattati o accordi internazionali dell'Unione contro uno Stato straniero o organismo internazionale.
Poteri statuali
La giustizia statuale in Brasile consiste di tribunali e giudici statuali (cioè del singolo Stato federato brasiliano). Gli Stati del Brasile organizzano i propri sistemi giudiziari, secondo la giurisdizione definita dalla Costituzione di ciascuno Stato, tenuto conto che la sfera d'azione legale di quest'ultima è limitata a ciò che non riguarda l'ordinamento giudiziario federale. Il processo legislativo comincia, a grandi linee, con un progetto di legge presentato in una delle Casas do Congresso (rami del parlamento), cioè nella Câmara dos Deputados o nel Senado Federal, che a questo fine viene chiamata Casa de Origem (ramo di origine). A seguito della votazione, il progetto di legge è respinto o trasmesso all'altro ramo, definito Casa Revisora. In tal sede, il progetto di legge può essere rigettato, approvato, o modificato con successiva devoluzione alla Casa de Origem. A seconda della materia del progetto di legge, incontra la sanzione (nel senso di promulgazione) presidenziale o il veto, totale o parziale. Qualora il progetto subisse il veto, i membri del Congresso nazionale del Brasile avrebbero il potere di annullare tale veto.